# Lophopagurus stewarti
Lophopagurus stewarti är en kräftdjursart som först beskrevs av Henri Filhol 1883.  Lophopagurus stewarti ingår i släktet Lophopagurus och familjen eremitkräftor. Inga underarter finns listade i Catalogue of Life.